# Eiskalte Verführung
Eiskalte Verführung ist ein US-amerikanischer Kriminalfilm des Regisseurs Eric Mandelbaum aus dem Jahr 2009. Seine Handlung basiert auf einem wahren Fall und Karl Harters Buch Winter of Frozen Dreams.

## Handlung
Jerry Davies, aus äußerst einfachen Verhältnissen stammend,  führt die Polizei zu einer im Schnee vergrabenen Leiche. Seine Freundin Barbara Hoffman, eine ehemalige Prostituierte, hatte ihn gebeten, ihr bei der Beseitigung der Leiche zu helfen. Sie hat angeblich keine Ahnung, wie der Tote in ihre Wohnung gelangte. Man wolle ihr einen Mord in die Schuhe schieben, weil sie vor kurzem die Zusammenarbeit mit ihrem Zuhälter aufkündigte, mutmaßt sie. Gewissensbisse trieben Jerry zur Polizei.
Ab jetzt wird in Rückblenden erzählt, wie Barbara zum Schein eine Beziehung mit ihrem Freier Harry Berge eingeht. Als Domina genießt sie es, den unattraktiven Harry zu erniedrigen und um den Finger zu wickeln. Er stellt sie seinen Kollegen als seine Verlobte vor, ändert sein Testament noch vor der Hochzeit zu ihren Gunsten. Gleichzeitig unterhält Barbara eine Liebesbeziehung zu Gerald Davies, dem eingangs erwähnten Jerry, dem sie vorgaukelt, das unrühmliche Leben einer Prostituierten hinter sich gelassen zu haben. Barbara, blutjung und einstige Musterschülerin mit einem IQ von 145 geht weiter anschaffen.
Da die Polizei einen Streit im Rotlichtmilieu vermutet, befragt sie Barbaras früheren Zuhälter Ken Curtis. Der packt aus. Barbaras Pech ist, dass sie bei einem gemütlichen Zusammensein mit ihm und seinen kriminellen Freunden unverblümt und voller Geltungsdrang prahlte, wie eiskalt und berechnend sie es auf Harrys Lebensversicherung im Wert von 350.000 $ abgesehen hat.
Jerry – durch die Ermittlungen der Polizei misstrauisch geworden – entdeckt, dass Barbara weiterhin Freier trifft und ist enttäuscht. Auch er wird eines Tages tot im Badezimmer seiner Wohnung gefunden, neben ihm ein leeres Tablettenröhrchen.
Barbara wird des Mordes an Harry Berge schuldig gesprochen. In Harrys Leichnam wurde Zyankali gefunden. Sie bestreitet die Tat bis zuletzt.

## Hintergrund
Drehorte waren die Kleinstadt Scotia (New York) und die Universitätsstadt Schenectady, dort insbesondere das Union College.
Das Budget wird auf 1 Mio. $ geschätzt.
Um die Geschichte verfilmen zu können, erwarben die Produzentinnen im Vorfeld die Rechte an der Romanvorlage. Da Barbara Hoffman keine Interviews gibt, war es für die Filmemacher schwierig, etwas über ihr Wesen und ihr Motiv herauszufinden. Sie mussten sich also diesbezüglich ihrer Phantasie bedienen. Die pure Orientierung an den Ermittlungsakten hätte der Geschichte den Esprit genommen. Der Mordprozess gegen Barbara Hoffman war der erste in der Geschichte der USA, der im Fernsehen übertragen wurde.
Amy Adams war für die Hauptrolle vorgesehen, sagte aber wegen Terminüberschneidung mit den Dreharbeiten zum Disney-Film Verwünscht ab.